# 鳥居かほり
鳥居 かほり（とりい かほり、1965年3月13日 - ）は、日本の女優、タレント、ダンサー、振付師。本名:高橋 香織。旧姓、鳥居。兵庫県西宮市出身。身長160cm。血液型A型。趣味は料理。
現在の所属事務所は矢島聰子事務所。松下幸之助記念志財団評議員、文教大学講師、昭和音楽大学講師（ダンス）。

## 来歴・人物
山脇学園高等学校卒業。4歳よりクラシックバレエを始め、大滝愛子バレエ・アートシアターでプリマを務める。22歳より名倉加代子に師事、ダンサー・振付助手としても活動。
テレビ朝日系の公開録画番組『たみちゃん』のスタジオ見学しているところを同番組に出演していた萩本欽一に見出され、1984年に『欽ちゃんの週刊欽曜日』へレギュラー出演し、芸能界デビュー。
1985年に、『欽ちゃんのどこまでやるの!?』の企画で、共演者の小堺一機、藤井暁と共にサンドイッチとして、レコードデビュー。
1988年、『欽ちゃんのどこまでやるの!?』での共演がきっかけとなり、藤井暁と結婚し一時期引退。
1992年に藤井 香織（ふじい かおり）名義で芸能界に復帰し、1997年に現芸名に戻った後1999年に離婚。離婚に際し、1990年に当時の夫婦で見に来ていた映画館の前の席に偶然にも明石家さんま・大竹しのぶ夫妻がいたという（2011年放送「ニッポン放送：大竹しのぶのオールナイトニッポンGOLD」より）2003年にニューヨークにおいて「MOVIN' OUT」（04年・03年トニー賞振付賞受賞作品）のナショナルツアーのオーディションを受け合格。
2021年8月に、複雑型子宮内膜異型増殖症のため子宮と卵巣の全摘出手術を受けていたことを明らかにした。

## 出演

### 映画
- 泣き虫チャチャ（1984年） - 里中はるみ 役
- グリーン・レクイエム（1985年） - 三沢明日香 役
- 1リットルの涙（2005年） - 山本纊子 役

### テレビドラマ
- うちの子にかぎって…パート2スペシャル（1986年、TBS） - 米崎みゆき 役
- 木曜劇場 女は男をどう変える（1986年、フジテレビ）- まり江 役
- 土曜ワイド劇場（テレビ朝日）
  - 「牟田刑事官事件ファイル」 第5作「露天風呂撮影会ツアー殺人事件」（1986年8月2日） - カオリ 役
  - 「保護司・夏目清一 父親殺し!」（1999年、テレビ朝日） - 森本知子 役
  - 「救急救命士・牧田さおり」9（2013年2月23日、テレビ朝日） - 北原直美 役
- な・ま・い・き盛り（1986年、フジテレビ） - 川内里奈 役
- 月曜ドラマランド「包丁人味平」（1986年、東映/フジテレビ）
- なんて素敵にジャパネスク（1986年、日本テレビ） - 二の姫 役
- 金婚式（1986年、NHK）
- 私は二番目の女（1986年、TBS） - 主演
- 代議士の妻たち（1988年、TBS）
- パパは年中苦労する 第一回（1988年、TBS） - 前原いづみ 役
- あぶない雑居カップル
- 南町奉行事件帖 怒れ!求馬 第8話「変装大作戦」（1999年、TBS）
- 水戸黄門 第29部（2001年、TBS）
- 恋はいつもアマンドピンク
- 「超」怖い話（2006年、テレビ神奈川）
- 駅弁刑事・神保徳之助（2007年5月5日、TBS、月曜ゴールデン） - 立花沙織 役
- コード・ブルー -ドクターヘリ緊急救命- 第3話「急変」（2008年7月17日、フジテレビ） - 弁護士 若杉貴子 役
- 東京少女草刈麻有 第3話「ウィーアーダンス」（2008年10月、BS-i） - 珠代役
- ママは昔パパだった（2009年、WOWOW）
- 相棒 season8 第16話「隠されていた顔」（2010年2月17日、テレビ朝日） - 小笠原槙子 役
- 絶対零度〜未解決事件特命捜査〜 Case5・6（2010年、フジテレビ）
- 月曜ゴールデン 浅見光彦シリーズ（2011年2月7日、TBS） - 浅見和子 役
- 宮部みゆきミステリー パーフェクト・ブルー 第4話（2012年10月29日、TBS） - 相沢伸江 役
- 水曜ミステリー9 湯けむりドクター華岡万里子の温泉事件簿7（2013年3月13日、テレビ東京） - 金村美里 役
- 日曜プライム 全身刑事（2020年2月2日、テレビ朝日） - 九条佑香 役

### レギュラー
- 欽ちゃんのどこまでやるの!?（テレビ朝日）レギュラー
- 欽ちゃんの週刊欽曜日（TBS）レギュラー
- フレッシュ!（TBS）メインキャスター（藤井香織として出演）
- 趣味悠々（NHK教育）
- シネマ・パラダイス（NHK BS2） - 小堺一機とともに司会を担当
- ゴーゴーマーケット（2003年、NHK-Hi）
- レッツ・クッキングリッシュ（1992年、テレビ朝日）

### ブロードウェイミュージカル
- TRIP OF LOVE

### CM
- Panasonic デジタル一眼レフカメラ「LUMIX G1」「LUMIX GH1」（2009年）
- 東邦ガス かつての企業イメージキャラクター
- マクセル ビデオテープ「New HG Gold」（1986年）
- 小林製薬 ブルーレットドボン、サラサーティ

### 舞台
- アニー
- ジョセフィン〜虹を夢みて〜
- とってもゴースト（2006年）
- 劇団ピュア―マリー「青い鳥2018」（2018年）
- Memory of Zero（2019年、神奈川県芸術文化財団）
- TOSHIKI KADOMATSU presents MILAD2 THE DANCE OF LIFE 〜Final Chapter〜（2023年）

### 舞台振付・演出
- 宝塚歌劇団星組「Bouquet de TAKARAZUKA」（2017年)　‐　振付
- OSK日本歌劇団「春のおどり」（2016年、2018年) - 振付・振付助手
- OSK日本歌劇団「たけふレビュー」（2021年）－作・演出・振付